# The Trouble with Trillions
«The Trouble with Trillions» (с англ. — «Проблемы с триллионами») — двадцатый эпизод девятого сезона мультсериала «Симпсоны». Впервые вышел в эфир 5 апреля 1998 года. Сценарий написал Иэн Макстон-Грэм, а режиссёром серии стал Свинтон Скотт.

## Сюжет
Весь город отмечает новый 1998 год. А Нед Фландерс тем временем оформляет налоговые декларации и на следующий день относит их на почту. Спустя три месяца весь город толпится там же, ведь это был последний день подачи деклараций. Гомер весело наблюдает за этим по телевизору, ведь он заплатил налоги… год назад! Гомер еле успевает забросить на почту свои документы, заполнив их полудостоверными данными. Но здесь его ждет неудача — в налоговом управлении его декларации случайно падают в корзину «Строгий аудит», и вскоре Гомера арестовывают. Но Гомер очень не хочет в тюрьму и ради свободы согласен на всё — даже на шпионаж за друзьями по заказу налоговой службы. Из-за него арестовывают одного хакера из Таверны Мо. Но работа Гомера на этом не закончена — налоговое агентство поручает ему найти уникальную купюру стоимостью триллион долларов, которую где-то прячет мистер Бернс. Как оказалось, в 1945 году президент США Гарри Труман решил помочь европейским странам, отстраивающимися после войны и специально для них выпустил уникальную купюру в один триллион долларов. Перевести её в Европу поручили Мистеру Бернсу, но купюра так и не долетела до Европы, где-то пропала. И теперь Гомер должен найти её!
Гомер проникает в особняк и пытается найти купюру, но тут его замечает мистер Бернс. К счастью, старик думает, что Гомер — простой репортер, и рассказывает ему всё о себе. Также он показывает Гомеру купюру в триллион долларов. Именно в этот момент в зал врываются агенты ФБР и арестовывают Бернса. Тот произносит чувственную речь о налогоплательщиках и том, куда уходят их деньги. Эта речь очень трогает Гомера, и он спасает Бернса от налоговиков, выдернув коврик у них из-под ног. Гомер, Бернс и Смитерс решают бежать из страны, чтобы ФБР их не поймало. Они улетают на старом самолёте Бернса и приземляются на Кубе. Они решают стать местными богачами. Тем временем Фидель Кастро решает отказаться от коммунизма, так как на него больше нет денег. Узнав о том, что у наших героев есть триллион, Кастро приглашает их к себе и незаметно крадет купюру. Троице приходится возвращаться в США, по которым они уже соскучились. А когда Смитерс напоминает Бернсу о том, что в США они всё ещё вне закона, тот отвечает, что признает свою вину за свой патриотизм и напоминает Смитерсу, что можно ещё подкупить судей. Так что Бернс и Гомер, довольные, встают на свой плот и вдвоём произносят: «Слава Америке!»